# Kvacshon állomás
Kvacshon (Gwacheon) állomás a szöuli metró 4-es vonalának állomása; Kvacshon (Gwacheon) városában található.

## Viszonylatok
| 4-es vonal                          | 4-es vonal                                          | 4-es vonal                                                              |
| ----------------------------------- | --------------------------------------------------- | ----------------------------------------------------------------------- |
| Nagy Park Tanggoge (Danggogae) felé | Kvacshon (Gwacheon) vonal személy- és expresszvonat | Kvacshoni (Gwacheoni) Kormányzati Komplexum Anszan (Ansan) és Oido felé |